# De zwarte cactus
De zwarte cactus is het 187ste stripverhaal van Jommeke. De reeks wordt getekend door striptekenaar Jef Nys.Scenarist is Jan Ruysbergh.

## Verhaal
Het verhaal begint wanneer Rozemieke flauw valt nadat ze zich geprikt heeft aan een cactus. Professor Gobelijn komt erachter dat je binnen de twee weken dood gaat als je gestoken bent door deze cactus. Hij ontdekt ook dat er een tegengif gemaakt kan worden met het sap van de zwarte cactus. De volgende dag vertrekken Jommeke, Filiberke en professor Gobelijn naar de Grand Canyon om een zwarte cactus te zoeken. Na dagen zoeken vinden ze eindelijk een exemplaar maar dit wordt afgenomen door een cactusverzamelaar. Met wat hulp van een goudarend kunnen ze de zwarte cactus terug pakken. Ze spoeden zich terug naar huis waar Gobelijn een tegengif maakt en daarmee Rozemieke terug geneest. Maar de volgende morgen staat Rozemieke vol met stekels gelukkig vindt Gobelijn ook hier een remedie tegen. Enkel de cactusverzamelaar komt nog wat roet in het eten gooien zonder veel gevolg.

## Achtergronden bij het verhaal
- In het verhaal wordt er enige beperkte info over de Grand Canyon en de rivier de Colorado gegeven.